# Буру (Чад)
Буру (фр. Bourou) — деревня и супрефектура в Чаде, расположенная на территории региона Западный Логон. Входит в состав департамента Нгуркоссо.

## Географическое положение
Деревня находится в юго-западной части Чада, к западу от реки Западный Логон, на высоте 508 метров над уровнем моря.
Населённый пункт расположен на расстоянии приблизительно 361 километра к юго-юго-востоку (SSE) от столицы страны Нджамены

## Население
По данным официальной переписи 2009 года численность населения Буру составляла 13 242 человека (6104 мужчины и 7138 женщин). Население супрефектуры по возрастному диапазону распределилось следующим образом: 52,3 % — жители младше 15 лет, 44,4 % — между 15 и 59 годами и 3,3 % — в возрасте 60 лет и старше.

## Транспорт
Ближайший аэропорт расположен в городе Лаи.